# Білл Карр
Вільям Артур Карр (англ. William Arthur Carr; нар. 24 жовтня 1909 — пом. 14 січня 1966) — американський легкоатлет, який спеціалізувався в бігу на короткі дистанції.

## Із життєпису
Дворазовий олімпійський чемпіон-1932 з бігу на 400 метрів та в естафеті 4×400 метрів.
Ексрекордсмен світу з бігу на 400 метрів та в естафеті 4×400 метрів.
За роки спортивної кар'єри, яка була передчасно завершена через травму, отриману у 1933 внаслідок дорожньо-транспортної пригоди, не програв жодного забігу на 400 метрів.
Учасник Другої світової війни у складі військово-морських сил США.

## Основні міжнародні виступи
| Рік  | Змагання         | Місто        | Місце | Дисципліна |
| ---- | ---------------- | ------------ | ----- | ---------- |
| 1932 | Олімпійські ігри | Лос-Анджелес | 1     | 400 м      |
| 1932 | 1                | 4×400 м      |       |            |